# Тандорф
Тандорф (нем. Thandorf) — община (коммуна) в Германии, в земле Мекленбург-Передняя Померания.
Входит в состав района Северо-Западный Мекленбург. Подчиняется управлению Рена. Население составляет 145 человек (на 31 декабря 2013 года). Занимает площадь 9,08 км².
Помимо населённого пункта Тандорф в состав общины входит деревня Шлагзюльсдорф.
Рядом с общиной расположен резерват Шальзе.